# Stazione di Terrasa
Stazione di Terrasa 2003-ban bezárt vasútállomás Olaszországban, Lombardia régióban, Candia Lomellina településen.

## Vasútvonalak
Az állomást az alábbi vasútvonalak érintették:
- Castagnole-Asti-Mortara-vasútvonal

## Kapcsolódó állomások
A vasútállomáshoz az alábbi állomások vannak a legközelebb:
- Stazione di Candia Lomellina
- Terranova Monferrato railway station